# Jaskier polny
Jaskier polny, jaskier odłogowy (Ranunculus arvensis L.) – gatunek rośliny należący do rodziny jaskrowatych (Ranunculaceae Juss.). W stanie dzikim występuje w Azji, Europie i Afryce Północnej. W Polsce jest archeofitem (antropofit zadomowiony). Rośnie w rozproszeniu na terenie całego kraju.

## Morfologia

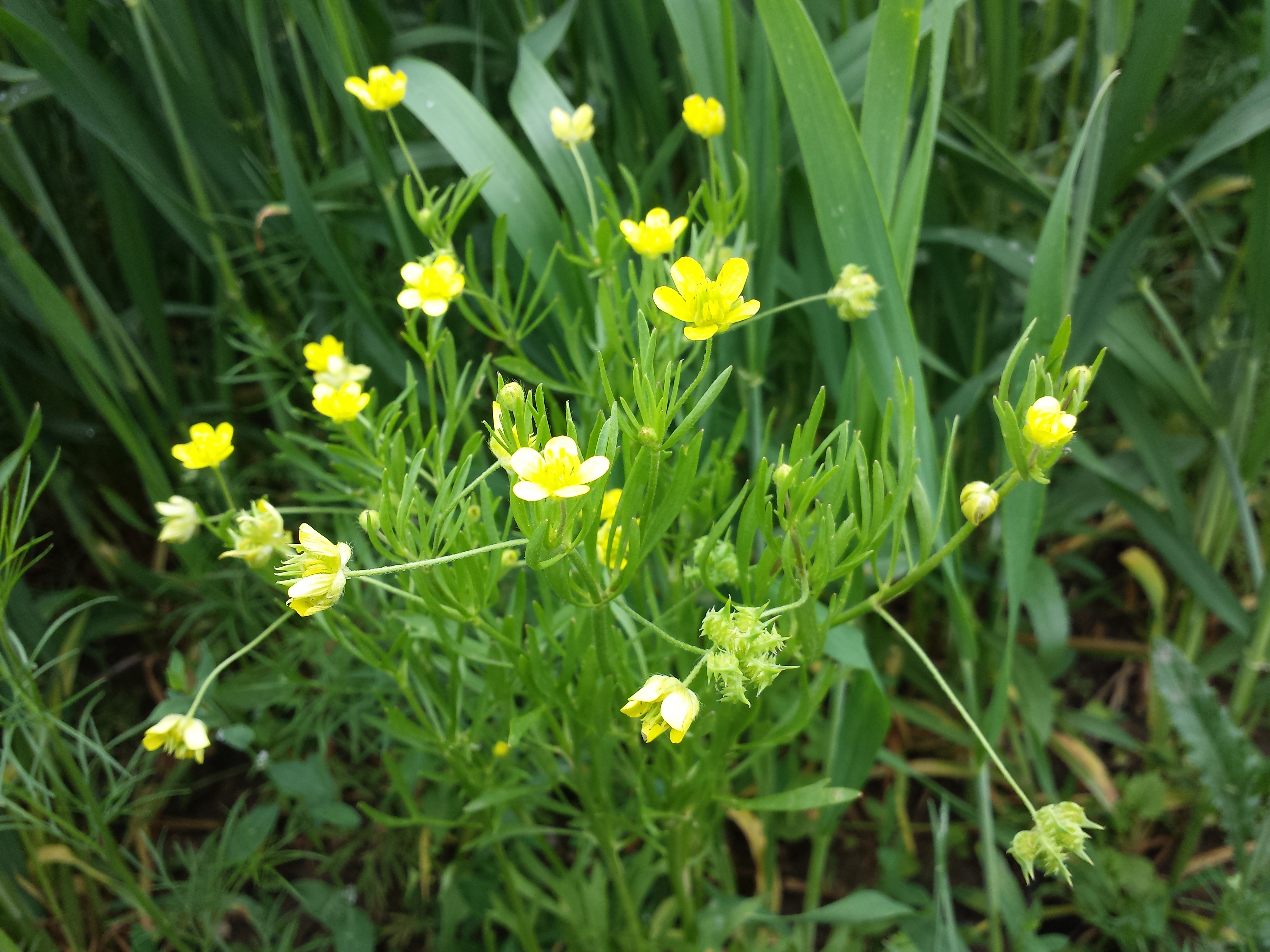
Górna część pędu

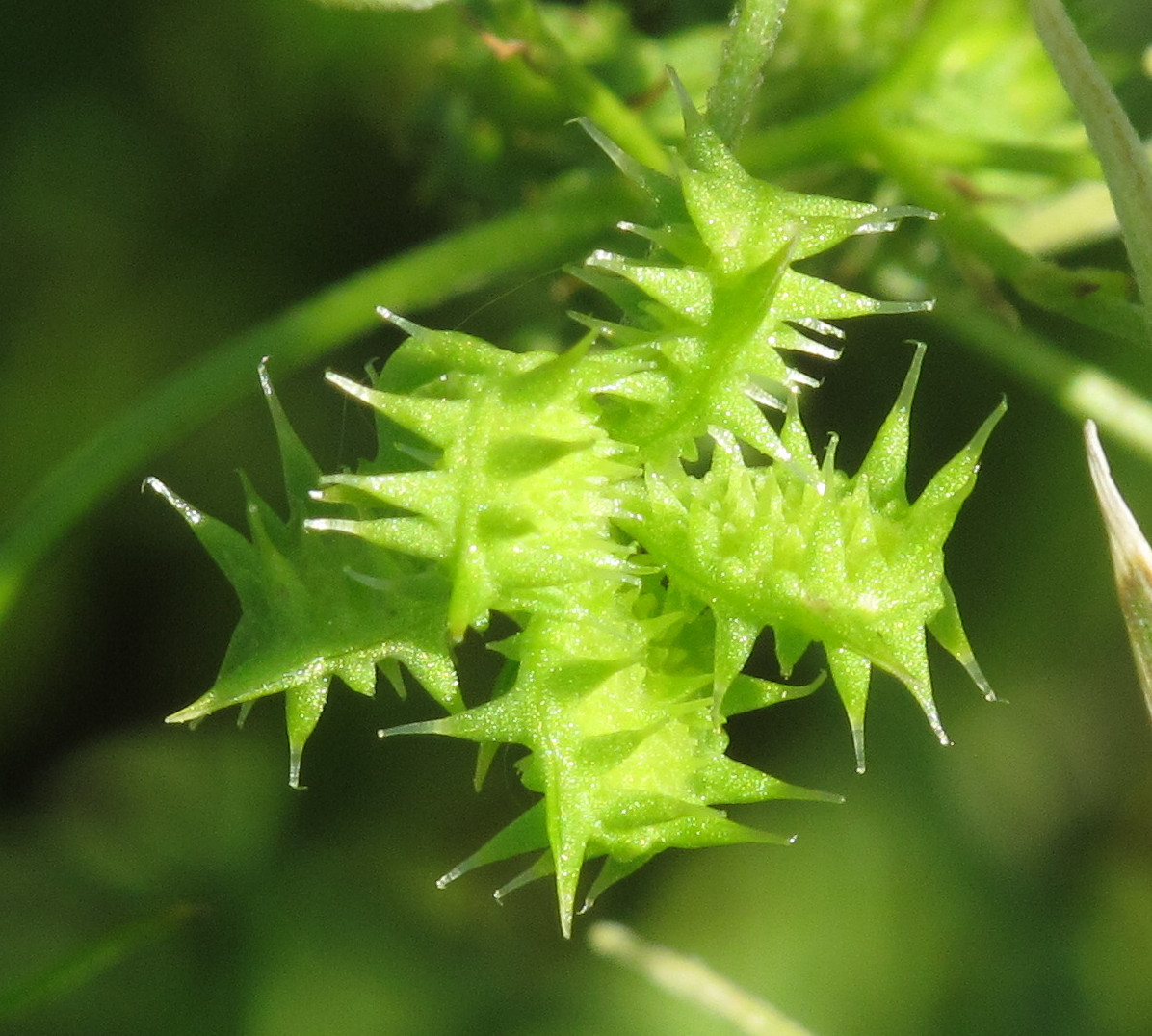
Owoce

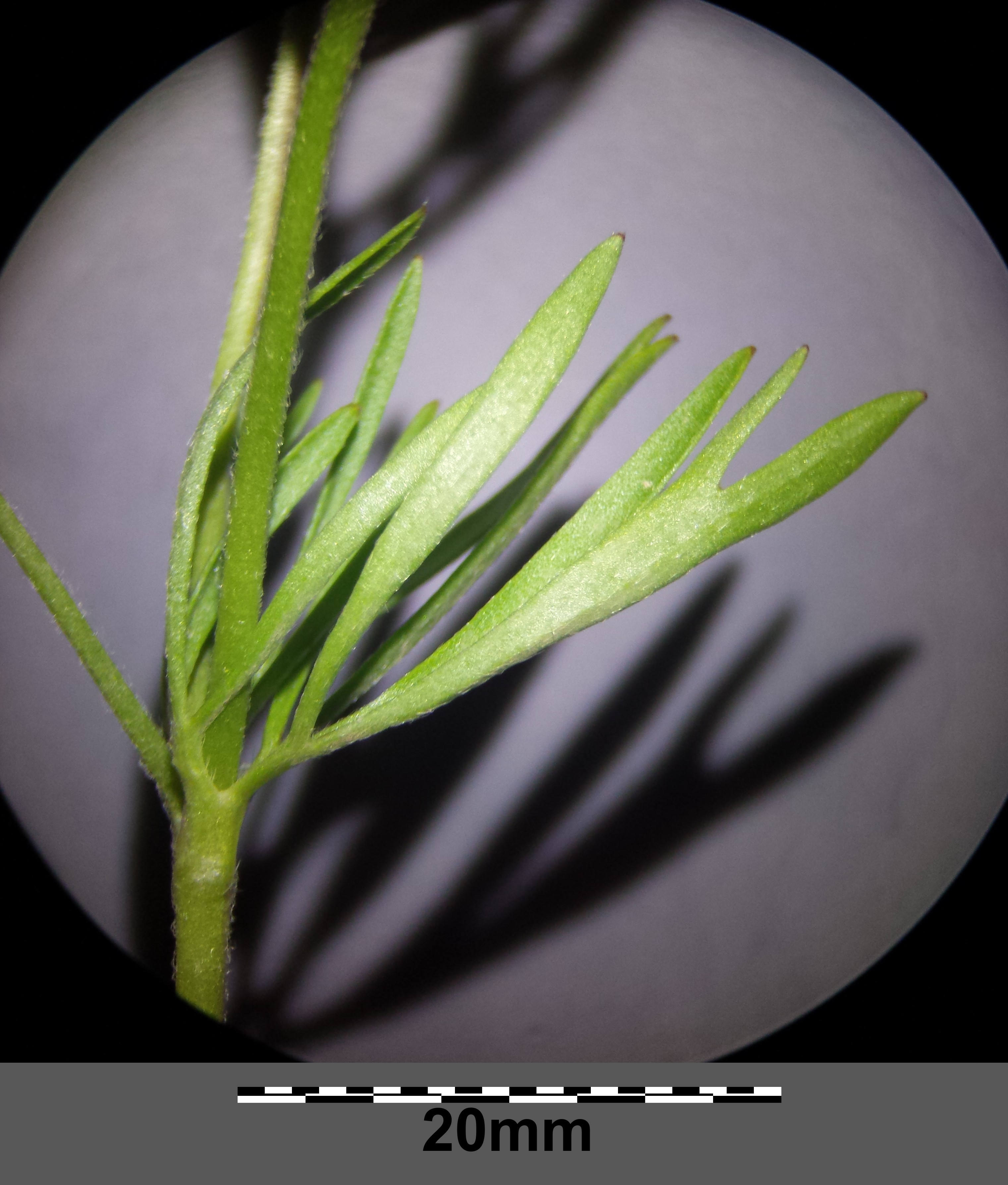
Liść

ŁodygaPędy wzniesione lub podnoszące się na wysokość 20–60 cm.
LiścieOdziomkowe niepodzielone, stożkowate lub łopatkowate, na wierzchołku grubo ząbkowane. Dolne liście łodygowe zwykle trójdzielne z równowąskimi odcinkami, górne podwójnie trójdzielne, o wrębnych odcinkach.
KwiatyBladożółte, o średnicy do 12 mm, wyrastające na długich, owłosionych szypułkach. W czasie kwitnienia działki kwiatu odgięte. Miodniki z zastawką. Liczne pręciki i słupki.
OwoceZebrane w kulisty owoc zbiorowy. Owocki o długości 3-8 mm z długimi i zakrzywionymi dzióbkami. W jednym kwiatku powstaje ich 4–8.

## Biologia i ekologia
Roślina jednoroczna lub dwuletnia. Kwitnie od maja do czerwca. Zawiera trującą ranunkulinę. Występuje na niżu oraz na pogórzu. Rośnie na polach, miedzach, ugorach. Preferuje gleby gliniaste i wapienne (roślina wapieniolubna). Jest chwastem zbożowym. W klasyfikacji zbiorowisk roślinnych gatunek charakterystyczny dla związku (All.) Caucalidion lappulae.

## Zagrożenia
Roślina umieszczona na Czerwonej liście roślin i grzybów Polski (2006) w grupie gatunków narażonych na wyginięcie (kategoria zagrożenia V). W wydaniu z 2016 roku otrzymała kategorię EN (zagrożony).